# Katri Mattsson
Katri Susanna Mattsson (* 22. November 1982 in Kauhajoki als Katri Susanna Nokso-Koivisto) ist eine ehemalige finnische Fußballspielerin.
Nokso-Koivisto begann ihre Karriere bei den Vereinen Gamlakarleby BK und Kokkolan Palloveikot in Kokkola. Mit dem FC United aus Jakobstad wurde sie 2002 und 2004 finnische Meisterin sowie in den Jahren 2001, 2004 und 2005 finnische Pokalsiegerin. Zwischenzeitlich war sie für die Universitätsteams der California State University und der Florida Atlantic University aktiv. Nach ihrer Zeit in den USA wechselte sie zum schwedischen Club Bälinge IF, mit dem sie 2008 aus der Damallsvenskan abstieg. In der Winterpause wechselte sie zum VfL Wolfsburg. Im März 2010 erlitt sie einen Kreuzbandriss. Danach kam sie beim VfL nicht mehr zum Einsatz und wechselte im Dezember 2011 zum schwedischen Verein Jitex BK. Anschließend war sie für eine Spielzeit beim Lillestrøm SK in Norwegen aktiv, ehe sie Anfang 2014 nach Finnland zurückkehrte. Ende 2015 beendete sie ihre Laufbahn.
Ihr erstes Spiel in der finnischen Nationalmannschaft absolvierte Nokso-Koivisto am 24. Februar 1999 gegen die USA. Am 27. Oktober 2015 spielte sie zum 100. Mal für die finnische Auswahl, für die sie zwei Tore erzielte.
Nach ihrer Heirat im Jahr 2015 nahm sie den Nachnamen Mattsson an.